# 劉灣
劉灣（?—783年），字靈源，唐代蜀（今四川成都）人。
先祖為彭城（今江苏徐州）人。生年不详。天寶中進士及第，官侍御史。永泰元年（765年），入湖南观察使幕。安史之乱起，居於衡陽，與元結相處甚密。大历八年（773年），官起居郎，考吏部选人判。官至职方郎中、黜陟使。建中四年（783年）病卒。詩存六首。